# Prix Cosmos 2000
Le prix Cosmos 2000 est un prix littéraire de science-fiction créé en 1982 à l'initiative d'Annick Béguin et abandonné en 1996, après la fermeture de la librairie Cosmos 2000 et le décès d'Annick Béguin l'année suivante.
Les lauréats étaient désignés par des lecteurs de la librairie Cosmos 2000, qui se situait à Paris.
L’illustration du prix Cosmos 2000 pour le roman Mission Terre primé en 1989 a été faite par Jean-Luc Lacroix, illustrateur dans les années 1980, à la demande d’Annick Béguin.

## Lauréats
- 1982 : Shadrak dans la fournaise de Robert Silverberg[3]
- 1983 : L'Orbe et la Roue de Michel Jeury[3]
- 1984 : Radix d'Alfred Angelo Attanasio[4]
- 1985 : Les Robots de l'aube d'Isaac Asimov
- 1986 : Les Hérétiques de Dune de Frank Herbert[3]
- 1987 : Phénix de Bernard Simonay[5]
- 1988 : La Voix des morts d'Orson Scott Card[6]
- 1989 : Mission Terre de L. Ron Hubbard[7]
- 1990 : Le Royaume des Devins de Clive Barker[8]
- 1991 : La Belgariade de David Eddings[9]
- 1992 : Hypérion de Dan Simmons[3]
- 1993 : Le Printemps russe de Norman Spinrad[10]
- 1994 : Xénocide d'Orson Scott Card[3]
- 1995 : Un feu sur l'abîme de Vernor Vinge[3]
- 1996 : La Citadelle Hyponéros de Pierre Bordage[11]